# Condado de Torrecilla de Cameros
El condado de Torrecilla de Cameros es un título nobiliario español creado el 28 de abril de 1904 por el rey Alfonso XIII a favor de Ángela Mateo Sagasta y Sanjuán, en reconocimiento de los méritos y servicios de su abuelo Práxedes Mateo Sagasta, quién fue presidente del Consejo de Ministros.
Su denominación hace referencia a la localidad de Torrecilla en Cameros, perteneciente a la Tierra de Cameros, comarca de la provincia de La Rioja, España.

## Condes de Torrecilla de Cameros
|                           | Titular                                | Periodo                   |
| Creación por Alfonso XIII | Creación por Alfonso XIII              | Creación por Alfonso XIII |
| ------------------------- | -------------------------------------- | ------------------------- |
| I                         | Ángela Mateo Sagasta y Sanjuán         | 1904-1922                 |
| II                        | Elena Alonso-Castrillo y Mateo-Sagasta | 1927-2014                 |
| III                       | Pilar Saro Alonso-Castrillo            | 2015-hoy                  |

## Historia de los condes de Torrecilla de Cameros
- Ángela Mateo-Sagasta y Sanjuán (Santiesteban del Puerto, 11 de junio de 1891-ibídem 26 de enero de 1920),[1] I condesa de Torrecilla de Cameros el 28 de abril de 2004.[1]

Casó en Madrid, iglesia del Sagrado Corazón de Jesús, el 27 de octubre de 1910 con Genaro Alonso-Castrillo y Bayón (m. 30 de julio de 1933), diputado a Cortes. Hermano del marqués de Casa Pizarro y del marqués de Casa Ximénez), fue hijo de Demetrio Alonso Castrillo, ministro que fue de Gobernación en el gobierno de José Canalejas y de María Dolores Bayón y García de León-Pizarro, natural de Valladolid, VI marquesa de Casa Pizarro y VI baronesa de la Torre de Endelsa. Le sucedió su hija:
- Elena Alonso-Castrillo y Mateo-Sagasta (Madrid, 15 de agosto de 1911-Ubeda, 15 de julio de 2014),[3] II condesa de Torrecilla de Cameros el 20 de febrero de 1922[1] tras el fallecimiento de su madre.

Casó con Gaspar de Saro y Díaz (n. Úbeda, 7 de octubre de 1910), sobrino de Leopoldo Saro Marín , I conde de la Playa de Ixdain. Padres de siete hijos.
Durante la vida de Elena Alonso-Castrillo y Mateo-Sagasta, II condesa de Torrecilla de Cameros se constituye la Fundación Praxedes Mateo Sagasta desde la que se ejerce la representación institucional de la familia Sagasta y por ende de la Casa de Praxedes Mateo-Sagasta y Escolar a través de la figura del patrono familiar. Le sucedió en la posesión del título su hija:
- Pilar Saro Alonso-Castrillo (n. Úbeda, 12 de octubre de 1935), "III condesa de Torrecilla de Cameros".[1][4]

Casó con Rafael García de Zúñiga y de Benavides. Sin descendencia.
Le sucede como patrono familiar en la Fundación Praxedes Mateo Sagasta a propuesta de ella misma y por aceptación de la Fundación y los señores patronos que la componían por unanimidad su nieto: José de Contreras y Saro, Caballero del Real Cuerpo de la Nobleza de Madrid, Comendador de la Orden de Caballería del Santo Sepulcro de Jerusalén y nieto en 4° por línea recta de Praxedes Mateo Sagasta. Casado en Killarney Co. Kerry Irlanda con Sorcha Keane McGee.